# Coelioxys cerasiopleura
Coelioxys cerasiopleura là một loài Hymenoptera trong họ Megachilidae. Loài này được Holmberg mô tả khoa học năm 1903.